# Сюди приходять дівчата
Сюди приходять дівчата (англ. Here Come the Girls) — американська короткометражна кінокомедія режисера Фреда Гіббарда 1918 року.

## Сюжет
Бебе і подруга ходять по магазинах за покупкам. Боягуз Гарольд заходить в магазин і клієнтка просить його зняти мірку — делікатне завдання, оскільки нахабний молодик раптом стає грайливо сором'язливий.

## У ролях
- Гарольд Ллойд
- Снуб Поллард
- Бібі Данієлс
- Вільям Блейсделл
- Семмі Брукс
- Гаррі Барнс
- Лотті Кейс